# Ивлев, Леонид Григорьевич
Леонид Григорьевич Ивлев (род. 1 мая 1953, Завершье, Воронежская область) — российский политический деятель, депутат Государственной Думы VIII созыва от партии «Единая Россия» (с 2021 года). Генерал-майор, кандидат философских наук, доцент. Заместитель председателя Центральной избирательной комиссии (2008—2016). Из-за поддержки российско-украинской войны находится под санкциями ряда стран.

## Биография
Леонид Ивлев родился 1 мая 1953 года в селе Завершье Берёзовского сельсовета Коротоякского района Воронежской области (ныне село входит в Берёзовское сельское поселение Острогожского района той же области). В 1970 году окончил среднюю школу № 2 города Острогожска Воронежской области, в 1975 году с отличием окончил Курганское высшее военно-политическое авиационное училище. Стал офицером-политработником Военно-воздушных сил, в 1975—1984 годах служил на командно-политических должностях. В 1984 году с отличием окончил философское отделение Военно-политической академии имени В. И. Ленина. В 1984—1989 годах преподавал в Тамбовском высшем военном авиационном инженерном училище
В 1989 году Ивлев окончил очную адъюнктуру Военно-политической академии по кафедре философии. В 1989—1996 годах преподавал в Военно-воздушной инженерной академии имени Н. Е. Жуковского. Читал спецкурсы в Берлинском информационном центре трансатлантической безопасности, Европейском центре исследований в области безопасности им. Джорджа К. Маршалла, Колледже Корпуса подготовки офицеров запаса при Университете Флориды США. С 1990 года — член Президиума Российского комитета защиты мира. Как специалист по выработке и реализации политических и избирательных технологий неоднократно входил в руководство избирательных штабов Б. Н. Ельцина (1996) и В. В. Путина (2000) на выборах президента России, избирательного блока «Единство» (1999), партии «Единая Россия» (2003 и 2007) на выборах депутатов Государственной Думы.
С декабря 1996 года по декабрь 2007 года работал в администрации президента, в том числе в 2001—2007 годах был заместителем начальника Управления президента по внутренней политике. Курировал вопросы взаимодействия с политическими партиями, депутатами Госдумы и членами Совета Федерации, комиссией федерального правительства по законопроектной деятельности. 20 декабря 2007 года был назначен членом Центральной избирательной комиссии Российской Федерации, 24 апреля 2008 года избран заместителем председателя этой комиссии. После 2014 года курировал Крым в этом ведомстве.
В 2016—2017 годах — исполнительный директор Общероссийской общественно-государственной просветительской организации "Российское общество «Знание». 19 сентября 2021 года участвовал в выборах депутатов Государственной Думы VIII созыва от партии «Единая Россия» по федеральному округу (баллотировался под № 4 в региональной группе № 50, Республика Крым, Севастополь). По итогам распределения мест в парламент не прошел, но 29 сентября того же года получил вакантный депутатский мандат члена фракции «Единой России».
Из-за поддержки российско-украинской войны находится под санкциями 27 стран ЕС, Великобритании, США, Канады, Швейцарии, Австралии, Японии, Украины, Новой Зеландии.

## Награды
- Орден «За заслуги перед Отечеством» IV степени, 2012 год
- Орден Почёта, 2007 год
- Медаль ордена «За заслуги перед Отечеством» II степени, 2004 год
- Медаль «Ветеран Вооружённых Сил СССР»
- Медаль «За безупречную службу» I степени, II степени и III степени
- Медаль «За возвращение Крыма», 2014 год
- Орден «За верность долгу», Республика Крым, 2015 год
- Медаль «За подготовку и проведение референдума о воссоединении с Россией», город Севастополь, 2015 год
- Медаль «В ознаменование 10-летия возвращения Севастополя в Россию» (10 июня 2024) — за личный вклад в возвращение города Севастополя в Россию
- Почётная грамота правительства Российской Федерации (7 сентября 2007) — за большой личный вклад в развитие российского законодательства[6]

## Научные труды
Автор монографии на тему «Политический плюрализм и многопартийность» (1992 год), посвященной исследованию становления партийной системы в России. Имеет свыше 60 публикаций в различных изданиях в России и за рубежом.

## Семья
Ивлев женат, отец двоих сыновей.